# Haploembia
Haploembia (лат.) — род эмбий из семейства Oligotomidae. Насчитывает не менее трех описанных видов. Они родом из Средиземноморья, но были замечены в западной части Соединенных Штатов и в других местах.
Род включает реликтовую эмбию (Haploembia solieri) — единственного представителя отряда в фауне России и Украины.

## Классификация
К роду относятся следующие виды:
- Haploembia palaui Stefani, 1955
- Haploembia solieri (Rambur, 1842)
- Haploembia tarsalis (Ross, 1940)